# جبر اعلی (روستا)
 جبر اعلی  به عربی ( الجَبر الأَعَلی  )، روستایی است در دهستان المَفَتاح از توابع استان اَبیَن در کشور یمن در شبه جزیره عربستان. 

## جمعیت
جمعیت آن (۹۸) نفر (۹ خانوار) می‌باشد.